# Nino Vingelli
Nino Vingelli, all'anagrafe Salvatore Vingelli (Napoli, 4 giugno 1912 – Roma, 26 marzo 2003), è stato un attore italiano.

## Biografia
Iniziò giovanissimo a seguire la sua passione per il canto e per il teatro, calcando i palcoscenici dei teatri della sua città in cui si esibivano soprattutto compagnie tradizionali in lingua napoletana.
Si trasferì a Roma prima della guerra e divulgò nei teatri romani la sceneggiata napoletana: Zappatore, Mamma perdoname, Lacreme napulitane ed altre ancora, facendosi così conoscere dal pubblico dei Teatri Reale, Smeraldo, Principe e Ambra Jovinelli, luoghi dove erano in voga il varietà e l'avanspettacolo.
Nel 1941 iniziò la sua avventura cinematografica e debuttò come caratterista nella pellicola I mariti (Tempesta d'anime) di Camillo Mastrocinque, tratta dalla commedia ottocentesca I mariti, di Achille Torelli. Ma fu il ruolo di Pasqualino o'17 nel film Processo alla città (1952) di Luigi Zampa a portargli una certa notorietà. Nel 1960 recitò la parte di Vincenzino Esposito in Fra' Manisco cerca guai... con Aldo Fabrizi. Prese parte a più di 200 film, recitando al fianco di Totò, Nino Taranto, Alberto Sordi, Ciccio Ingrassia, Franco Franchi, Renato Salvatori, Nino Manfredi, Vittorio De Sica e molti altri. Nel 1967 ritornò al teatro, interpretando il ruolo di Napoleone Botta ne Il contratto di Eduardo De Filippo.

Vingelli con Totò in Napoli milionaria (1950)

Gli anni cinquanta furono il suo periodo migliore dal punto di vista artistico, coronati dall'aggiudicazione del Nastro d'argento al migliore attore non protagonista per il film La sfida (1958), nel quale interpretò un guappo, per la regia di Francesco Rosi, che l'anno successivo lo diresse nuovamente ne I magliari (1960).
La sua lunga carriera proseguì anche in campo internazionale, Jules Dassin lo volle accanto a Yves Montand nel ruolo di Pizzaccio nel film La legge. Recitò in Matrimonio alla francese, accanto a Jean Gabin e Michèle Mercier. Nel 1964 interpretò il ruolo di Amalfitano, il sergente guastafeste in Italiani, brava gente di Giuseppe De Santis.
Col passare del tempo Vingelli iniziò anche a interpretare alcuni ruoli in sceneggiati televisivi tra cui L'Alfiere del 1956, continuando a recitare sino alla soglia dei novant'anni. Negli anni settanta ha un piccolo ruolo nel film di Umberto Lenzi, Napoli violenta (1976), dove interpreta don Antonio 'O Polipo, un ricettatore che sta trattando un affare con un ladro; entrambi vengono sorpresi dal commissario Betti, interpretato da Maurizio Merli. 
Morì a Roma il 26 marzo 2003.

## Filmografia

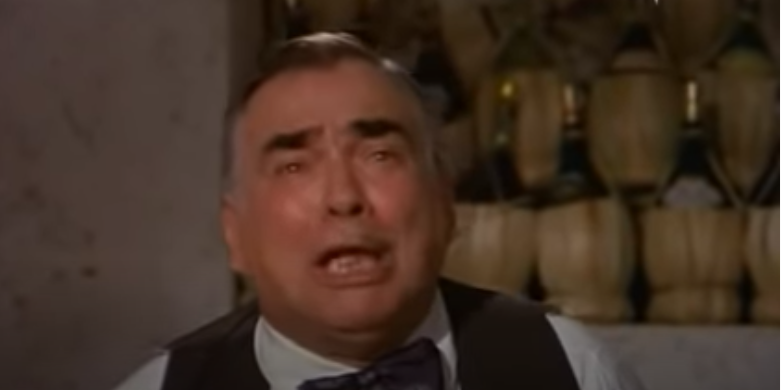
Nino Vingelli in una scena del film I due assi del guantone (1971)

### Cinema
- I mariti (Tempesta d'anime), regia di Camillo Mastrocinque (1941)
- A che servono questi quattrini?, regia di Esodo Pratelli (1942)
- Napoli milionaria, regia di Eduardo De Filippo (1950)
- Tototarzan, regia di Mario Mattoli (1950)
- Processo alla città, regia di Luigi Zampa (1952)
- Napoletani a Milano, regia di Eduardo De Filippo (1953)
- Pane, amore e fantasia, regia di Luigi Comencini (1953)
- Melodie immortali, regia di Giacomo Gentilomo (1953)
- La domenica della buona gente, regia di Anton Giulio Majano (1953)
- La valigia dei sogni, regia di Luigi Comencini (1953)
- Totò e Carolina, regia di Mario Monicelli (1953)
- L'uomo la bestia e la virtù, regia di Steno (1953)
- Il paese dei campanelli, regia di Jean Boyer (1954)
- Pane, amore e gelosia, regia di Luigi Comencini (1954)
- Casta Diva, regia di Carmine Gallone (1954)
- Totò cerca pace, regia di Mario Mattoli (1954)
- Questa è la vita, regia di Luigi Zampa, episodio La patente (1954)
- Il seduttore, regia di Franco Rossi (1954)
- L'oro di Napoli, regia di Vittorio De Sica (1954)
- Un eroe dei nostri tempi, regia di Mario Monicelli (1955)
- La rivale, regia di Anton Giulio Majano (1955)
- Cheri-Bibi (Il forzato della Guiana) (Chéri-Bibi), regia di Marcello Pagliero (1955)
- Cantami "Buongiorno tristezza", regia di Giorgio Pàstina (1955)
- Altair, regia di Leonardo De Mitri (1955)
- Poveri ma belli, regia di Dino Risi (1956)
- Una pelliccia di visone, regia di Glauco Pellegrini (1956)
- I vagabondi delle stelle, regia di Nino Stresa (1956)
- A sud niente di nuovo, regia di Giorgio Simonelli (1957)
- La sfida, regia di Francesco Rosi (1958)
- Il bacio del sole (Don Vesuvio), regia di Siro Marcellini (1958)
- Non sono più guaglione, regia di Domenico Paolella (1958)
- Un ettaro di cielo, regia di Aglauco Casadio (1958)
- I magliari, regia di Francesco Rosi (1959)
- I pirati della costa, regia di Domenico Paolella (1960)
- Un canto nel deserto, regia di Marino Girolami (1960)
- Mina... fuori la guardia, regia di Armando W. Tamburella (1961)
- Fra' Manisco cerca guai..., regia di Armando W. Tamburella (1961)
- Che femmina!! e... che dollari!, regia di Giorgio Simonelli (1961)
- Canzoni a tempo di twist, regia di Stefano Canzio (1962)
- Lo sgarro, regia di Silvio Siano (1962)
- Una storia moderna - L'ape regina, regia di Marco Ferreri (1963)
- Sansone e il tesoro degli Incas, regia di Piero Pierotti (1964)
- Italiani, brava gente, regia di Giuseppe De Santis (1964)
- Casanova '70, regia di Mario Monicelli (1965)
- Johnny Oro, regia di Sergio Corbucci (1966)
- Per un pugno di canzoni, regia di José Luis Merino (1966)
- Per qualche dollaro in meno, regia di Mario Mattoli (1966)
- L'uomo che ride, regia di Sergio Corbucci (1966)
- Il pianeta errante, regia di Antonio Margheriti (1966)
- 7 monaci d'oro, regia di Moraldo Rossi (1966)
- Una ragazza tutta d'oro, regia di Mariano Laurenti (1967)
- A suon di lupara, regia di Luigi Petrini (1967)
- La donna, il sesso e il superuomo, regia di Sergio Spina (1967)
- Gli altri, gli altri... e noi, regia di Maurizio Arena (1967)
- Colpo grosso alla napoletana (The Biggest Bundle of Them All), regia di Ken Annakin (1968)
- Un minuto per pregare, un istante per morire, regia di Franco Giraldi (1968)
- Puro siccome un angelo papà mi fece monaco... di Monza, regia di Giovanni Grimaldi (1969)
- Infanzia, vocazione e prime esperienze di Giacomo Casanova, veneziano, regia di Luigi Comencini (1969)
- Zorro marchese di Navarra, regia di Franco Montemurro (1969)
- Uomini contro, regia di Francesco Rosi (1970)
- Mezzanotte d'amore, regia di Ettore Maria Fizzarotti (1970)
- I due maghi del pallone, regia di Mariano Laurenti (1970)
- Armiamoci e partite!, regia di Nando Cicero (1971)
- Cose di Cosa Nostra, regia di Steno (1971)
- I due assi del guantone, regia di Mariano Laurenti (1971)
- La mano nera, regia di Antonio Racioppi (1973)
- Piedone lo sbirro, regia di Steno (1974)
- I guappi, regia di Pasquale Squitieri (1974)
- Napoli violenta, regia di Umberto Lenzi (1976)
- Ring, regia di Luigi Petrini (1977)
- La mazzetta, regia di Sergio Corbucci (1978)
- Milano... difendersi o morire, regia di Gianni Martucci (1978)
- Lo scugnizzo, regia di Alfonso Brescia (1979)
- Napoli... serenata calibro 9, regia di Alfonso Brescia (1978)
- Torna, regia di Stelvio Massi (1984)
- Guapparia, regia di Stelvio Massi (1984)
- Teresa, regia di Dino Risi (1987)
- L'ultimo capodanno, regia di Marco Risi (1998)
- Tobia al caffè, regia di Gianfranco Mingozzi (2000)

### Televisione
- Nontuttorosa, regia di Amanzio Todini – film TV (1987)
- Chiara e gli altri – serie TV, episodio 1x07 (1989)
- Dio vede e provvede – serie TV, episodio 1x01 (1996)

## Doppiatori italiani
- Renato Turi in Gambe d'oro
- Luigi Pavese in L'uomo che ride
- Vinicio Sofia in Bersaglio mobile
- Ferruccio Amendola in Zorro marchese di Navarra